# 家庭基站

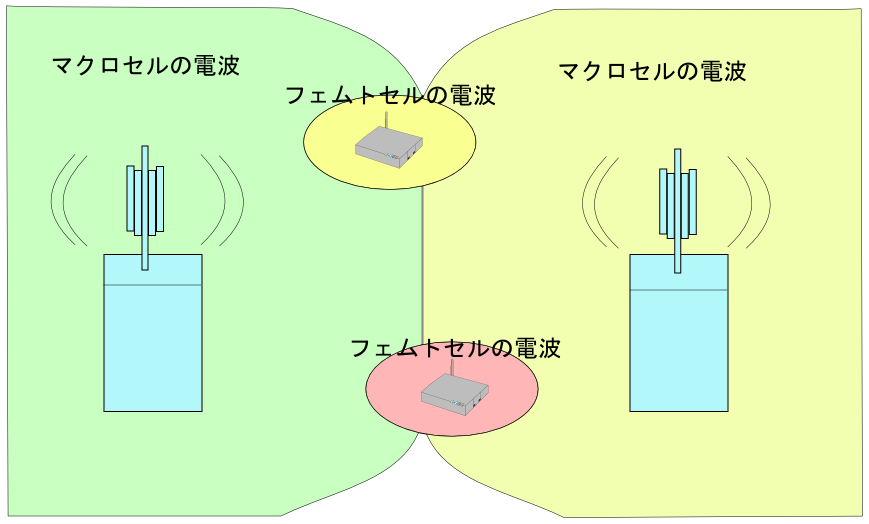
Femtocell的訊號

家庭基站（英語：Femtocell，又譯為毫微微蜂巢式基地台），最初叫接入点基站（英語：Access Point Base Station），是一个小型的蜂窝基站，一般被设计为在家庭室内或小的商业机构中使用。通过宽带接入（如DSL，有线电缆，光纤）连接到运营商的网络，可以整合2G、3G、WiFi於一機。
2008年全球行動通訊大會（Mobile World Congress；MWC）首次展出Femtocell技術，得到Orange、T-Mobile青睞，“Femto”本意是指10的負15次方，又稱為毫微微。家庭基站最早在歐洲流行，是一種超小型手機基站設備，相比Microcell基地台(指通常覆盖范围2公里以内)以及Picocell微型基地台（指通常覆盖范围200米以内）更小型，家庭基站的覆盖范围约12米。部分情况下，Femtocell可以提供更大范围的覆盖，以满足办公环境的需要。
家庭基站可使用3G或LTE訊號，取代用戶家中原本的ADSL或同軸上網或光纖上網頻寬為對外的無線訊號，對內則為Wi-Fi，適用於家庭及辦公室環境。
家庭基站結構簡單，僅是基於IP協議，發射功率為10mW～100mW，也可在提供3G網絡服务同时提供Wi-Fi功能，相对于传统基站成本低廉是Femtocell成為極具吸引力的解決方案。

## Femtocell的特征

### 使用标准的移动技术

在3G架构中简化版传统的Node B和HNB（3G毫微微蜂窝）网络结构对比

Femtocell在空中接口使用标准的无线协议与手机或其他的移动终端进行通讯。标准的无线协议包括：GSM，CDMA，WCDMA，EVDO，LTE，WiMax和其他由3GPP，3GPP2，WiMax论坛制定的协议标准。使用标准的无线协议可以使手机等移动终端无需任何改动就可以接入femtocell，并且可以实现从宏蜂窝自由的切入/切出femtocell。

### 工作在授权的频谱上
工作在授权的频谱上可以保证运营商通过抗干扰技术来保证服务质量，同时使得运营商高价购买的频谱可以得到充分的使用，进一步的保护了运营商的投资。对于用户来说，工作在授权的频谱上可以保证用户得到充分的安全保证。用户数据在无线口上的传输经过严格的加密保护和完整性验证。

### 保证室内无线覆盖的效果
如何保证室内无线覆盖的效果一直是一个难以解决的问题。尤其在建筑物密集的区域，无线规划更是一个难题。简单的增大宏基站的发射功率并不能解决问题。室内覆盖的问题在3G时代更加突出。因为3G频谱大多被分配在高频率上，墙体等障碍物对信号的衰减作用更加明显。Femtocell可以完美的解决这个问题。Femtocell从诞生那天起，就是设计为解决室内覆盖的难题。简单的增加一个Femto就可以解决100 – 250平方米的室内覆盖问题。有些厂家设计的用于商业环境的femtocell可以提供更大范围的室内覆盖。

### 基于Internet的传输
Femtocell通过传统的Internet和标准的IP协议传输数据到运营商的核心网。目前宏基站需要通过微波、E1/T1等昂贵的技术与无线网络控制器连接。基于Internet的传输可以降低运营商的建网成本，同时降低用户的使用费用。

### 低成本
如前所述，使用femtocell可以极大的节省运营商保证室内无线覆盖质量所需要的投入，并保护运营商已有的投资。因此在室内使用无线业务的用户也可以节省费用。如目前的无线数据业务由于受限于网络容量，大多是基于数据流量进行计费的。使用femtocell可以极大的提高室内的无线容量，运营商可以推出相应的室内套餐。在室内进行无线数据业务的用户可以按时间计费，或享受无限制的包月包年服务。可以想象，在不远的未来，用户可以像现在使用固定宽带一样使用无线宽带数据业务。

### 可管理
与其他的无线接入设备不同的是femtocell对于运营商而言是完全可见的。运营商需要对femtocell进行参数配置，来保证femtocell不会与宏蜂窝或其他femtocell产生干扰。同时运营商可以通过网管系统对每个femtocell进行软件升级，配置修改，性能检测，故障修复等。对于用户来说，用户也可以根据自己的需要对femtocell进行配置、管理。比如femtocell的拥有者可以配置哪些用户可以使用本地的femtocell的业务。

### 自我配置与优化
Femtocell可以由普通用户自行安装，无需专业人士到现场进行安装。这需要femtocell拥有强大的自我优化的能力。第一次安装femtocell的时候，femtocell会自行下载需要的配置数据和其他软件。在运行过程中，femtocell会定时的检测周围的无线环境。一旦周围的无线环境发生变化，femtocell为了保证服务质量会调整当前使用的无线参数。Femtocell的自我配置与优化能力十分重要，因为如果需要派专业的工程师去用户家中安装femtocell会提高femtocell的使用成本。“傻瓜式”的安装是保证femtocell可以被大范围的部署的关键。

### 支持开放式和封闭式接入
由于femtocell可以被广泛应用于家庭环境，用户需要配置哪些人可以使用家里的femtocell。Femtocell会保存一个允许列表记录哪些终端号码可以接入到femtocell。不在允许列表中的号码无法通过femtocell进行语音或数据业务，但可以拨打紧急号码，如：110，119。这种接入方式叫做封闭式接入。除了家庭环境，femtocell还可以被应用于商业环境，如：商场、餐厅、办公室等。商业环境中的femtocell一般不需要限制用户接入。例如任何进入到商场里的顾客都可以使用商场femtocell提供的信号。

## 空中接口
虽然对于Femtocell关注主要集中在WCDMA网络的起步较早，但是第一个商用的Femtocell网络是Sprint基于CDMA2000网络提供的AIRAVE服务。
除了以上网络，只要空中接口符合3GPP/3GPP2、WiMAX、LTE標準，均有適用的各種接入終端，包括: GSM，TD-SCDMA，WiMAX 和 LTE。

## 网络架构

### 无线接入点
由于无线接入点（Access Point，AP或称Home Node B，HNB/HeNB）部署的不规则性，需要与运营商的核心网之间有一个更有效地接入方式。因此引进了一个HNB网关，大量的HNB通过该网关与GGSN或者MME相连接。HNB几乎可以实现所有3G网络功能，并且针对家庭环境进行优化。

#### 标准
在3GPP的RAN第3工作组（WG3）已接受开发一个3G家庭基站和移动核心网之间标准接口的任务。
WG3组已经完成一个基于新HNB标准的可行性研究和参考架构开发。对完成一个完整的HNB标准的，这是一个重要的里程碑。
第2阶段和第3阶段的完善工作，计划在2008年12月完成。
目前部分可用3GPP文件如下：
- 3GPP TR 25.820: 3G Home Node B (HNB) study item Technical Report（页面存档备份，存于） - 一份关于连接家庭基站到核心网络之间接口的技术报告
- 3GPP TS 22.220: Service requirements for Home NodeBs (UMTS) and eNodeBs (LTE) - 端到端架构
- 3GPP TS 25.467: UTRAN architecture for 3G Home Node B (HNB); Stage 2（页面存档备份，存于） - UTRAN架构的3G家庭基站（HNB）
- 3GPP TS 25.469: UTRAN Iuh interface Home Node B (HNB) Application Part (HNBAP) signalling（页面存档备份，存于） - HNB 与 HNB网关接口

在3GPP的第9版文档中，规定了一个“Iuh”链路，用于HNB和HNB网关之间的联系。在LTE网络中，该链路是通过“S1接口”实现HNB与基站的连接。
在2010年3月，为了推进Iuh标准的协同能力，Femto论坛和ETSI共同举办了第一届Plugfest会议。

### 折叠栈
在3GPP的第8版协议中，对于Femto网络规定了一套压缩的网络架构，称作折叠栈（collapsed stack）或者基站路由（Base Station Router）。其架构不仅包含有通常基站的部分（如：Node B，BTS），还包括有网络控制部件（如：RNC）的部分功能。使其可以在前端完成部分的无线资源管理功能。并通过高速网络接口（如WCDMA网络的Iu接口）向运营商的核心网发送客户验证信息，用于网络的管理。

### 曾经使用过的网络结构/微蜂窝基站
家庭基站曾经具有传统的基站结构。通常是经过标准接口接入核心网络。比如在WCDMA网络中，Node B是经由回路（Iub接口）与RNC连接的，与传统基站相比仅有一些微小的差别。传统基站的回路是基于宽带网络（Iub是基于IP网络），其在传输质量和安全性方面都有缺陷。但最大的缺陷在于这样的网络结构只能支持有限数量的传统基站，不适于支持大量简单架构的微型基站。这样的网络结构曾经被用于Picocell网络和早期Femtocell网络的构建，不过现在正在逐步被折叠栈所替代。

### SIP与IMS
在将来，这样复杂的网络架构都将被IP架构所替代。家庭基站网络结构很复杂，但是其核心服务是基于IP网络架构的。比如：SIP，IMS和H.323。SIP的基础架构已经被3GPP2协议接纳，并在被3GPP组织探讨。
运营商们表示在将来使其核心网络全部替换为基于IMS和SIP基本协议的网络架构。SIP也承诺将为更大规模的组网方式提供更低成本的解决方案。

## 外部連結
- University of Texas: Overview of the technical and business arguments for femtocells（页面存档备份，存于）
- ThinkFemtocell: Technical detail, business case and analysis（页面存档备份，存于）
- BBC News: Home Cells Signal Mobile Change（页面存档备份，存于）
- Reuters: Video news and femtocell demonstration（页面存档备份，存于）
- 最专业的femtocell中文网